# Włocławek podczas I wojny światowej
Włocławek podczas I wojny światowej – okres historii miasta obejmujący lata 1914–1918.

## Tło historyczne
W wyniku II rozbioru Polski w 1793 roku Włocławek dostał się pod zabór pruski. W latach 1807–1815 miasto znalazło się w granicach podległego Francji cesarza Napoleona I Księstwa Warszawskiego. Na mocy kongresu wiedeńskiego podjęto miasto zostało przekazane pod zabór rosyjski. Miasto pozostanie pod rosyjskim panowaniem przez blisko sto lat, czyli do wybuchu I wojny światowej w 1914 roku.
W okresie rosyjskiego panowania we Włocławku stacjonowało kilka pułków wojsk rosyjskich, zgrupowanych w ramach II Brygady Kawalerii 15 Dywizji Kawalerii Imperium Rosyjskiego (15 Ukraiński Pułk Huzarów i 3 Pułk Kozaków Uralskich) oraz 14. Litewski Pułk Dragonów. Łącznie było to przeszło 3 tysięcy żołnierzy w mieście liczącym wówczas ok. 37 tysięcy mieszkańców.

## Walki o Włocławek w 1914 roku

### Kalendarium walk o Włocławek
- 1/2 sierpnia – Rosjanie opuszczają miasto, spalając m.in. dworzec, koszary i fabryki. Organizuje się Komitet Obywatelski i Milicja Obywatelska.
- 5 sierpnia – Niemcy wkraczają do Włocławka.
- 23 sierpnia – Rosjanie ponownie zajmują miasto.
- 21 września – Rosjanie ewakuują się z miasta, paląc m.in. most drogowy na Zgłowiączce oraz rabując kasę miejską. Niemcy ponownie zajmują miasto. Rozwiązują Komitet Obywatelski instalując w jego miejsce Magistrat, dokonują pierwszych grabieży oraz aresztowania zakładników.
- 5 – 7 listopada – Niemcy ewakuują się z Włocławka, paląc ponownie most na Zgłowiączce.
- 8 listopada – Rosjanie powracają do miasta.
- 11 – 13 listopada – ma miejsce Bitwa pod Włocławkiem, w wyniku której miasto zostaje ostatecznie zajęte przez Wojska Niemieckie.

### Walki o Włocławek między sierpniem a listopadem 1914 roku

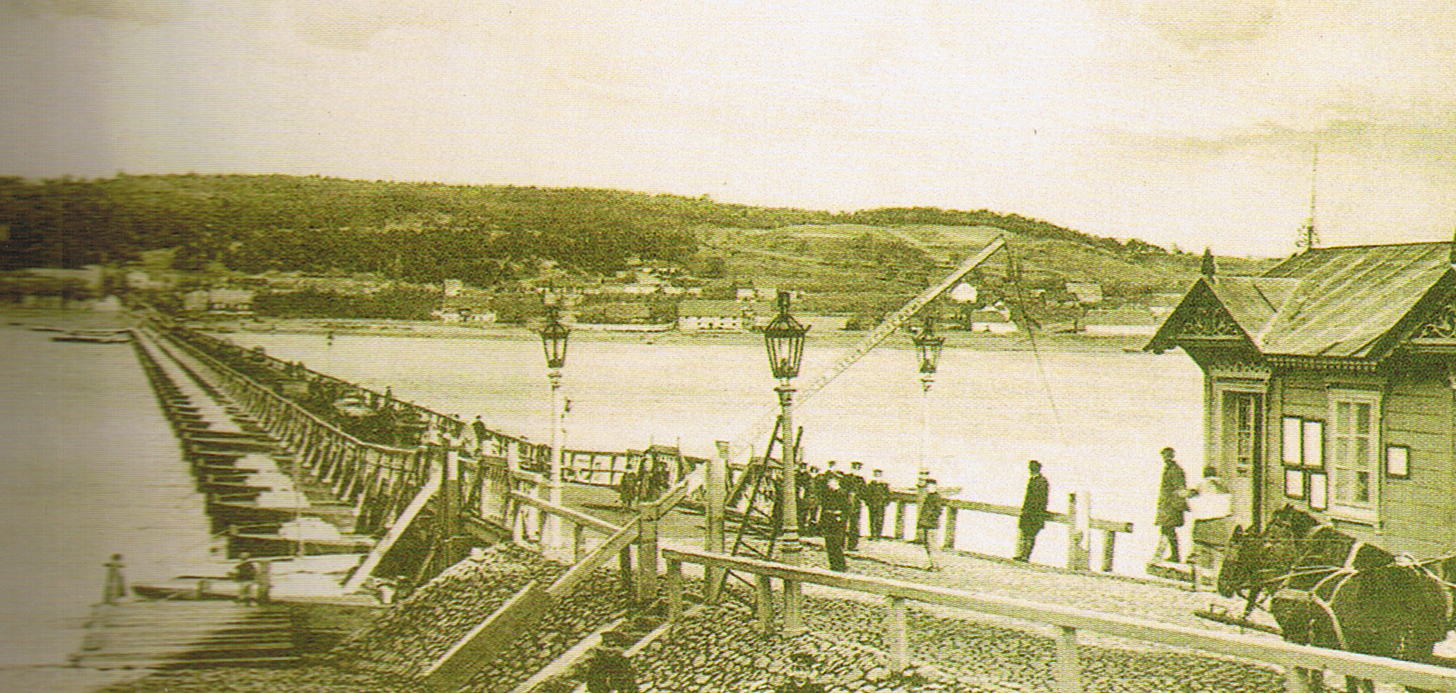
Podczas ewakuacji Rosjanie spalili most łyżwowy na Wiśle

W pierwszych miesiącach wojny Kujawy były regionem, na którym dochodziło do starć między broniącą się armią Imperium Rosyjskiego a atakującą ją armią Cesarstwa Niemieckiego.
W lipcu Rosjanie przeprowadzili na terenie miasta rekrutację do armii. W obliczu nadciągającego niemieckiego ataku 1 sierpnia opuścili miasto.
W tym czasie, w dniach 1 i 2 sierpnia, Polacy zaczęli organizować tymczasowe władze miasta. Były to Milicja Obywatelska i Komitet Obywatelski miasta Włocławka. Pierwszymi członkami Komitetu zostali: przewodniczący Franciszek Kryt, sekretarz St. Turowski, Jakub Kreutz, ks. Feliks Mikulski (proboszcz parafii pw. św. Jana Chrzciciela), Ludwik Bauer, ks. Jan Stanisław Żak, przemysłowiec Zygmunt Neuman, Antoni Postolski, Karol Xiężopolski, Bronisław Kocent, Jan Kossobudzki, Aleksy Górnikiewicz, Konstanty Szymański i Tadeusz Gutowski. W późniejszym okresie Ludwik Bauer stanął na jego czele, a ks. Jan Stanisław żak został wiceprzewodniczącym Komitetu. Wówczas oprócz wyżej wymienionych należał do niego też Wiktor Ambroziewicz, Aleksander Grąbczewski i Józef Lewiński.
Pracę Komitetu wspierały Milicja Obywatelska i Ochotnicza Straż Pożarna. Komendantem zawiązanej wtedy milicji został Przemysław Kowalewski, a jej sekretarzem – Bolesław Mroziński. Milicja Obywatelska zawiązała się 1 sierpnia. Jej komendantem został wtedy Przemysław Kowalewski. Swoją siedzibę miała pierwotnie przy ul. Żabiej 9, a od września 1914 roku przy ul. Kościuszki 5. Milicjanci w razie alarmu zobowiązali się nosić wyróżniające ich biało-czerwone opaski. Milicja Obywatelska funkcjonowała do 1 kwietnia 1916 roku, kiedy to została rozwiązana rozporządzeniem generała Hansa von Beselera. Komendantem Ochotniczej Straży Pożarnej podczas wojny został Bolesław Sztejner. Później zastąpił go Kazimierz Ślifirski.
Komitet, obok działalności na rzecz odzyskania polskiego panowania w mieście, zajmował się m.in. organizacją szpitali zastępczych oraz leków, zasiłków dla osób poszkodowanych w wyniku działań wojennych oraz wysyłania na przymusowe roboty. Szpitale zastępcze uruchomiono m.in. w gmachu po monopolu, Wyższego Seminarium Duchownego i Szkoły Handlowej (późniejszego Liceum Ziemi Kujawskiej). Przy szpitalu w gmachu szkoły handlowej funkcjonował ochotniczy oddział sanitarny Polskiego Towarzystwa Gimnastycznego "Sokół". Przewodził mu Józef Lewiński. W celu zdobycia pieniędzy na swoją działalność, Komitet wydał też okolicznościowe znaczki i bony.

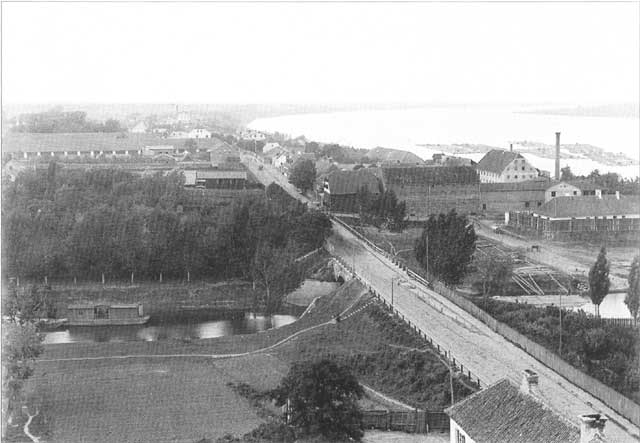
Most drogowy na rzece Zgłowiączce był wysadzany dwukrotnie między sierpniem a listopadem 1914 roku

Ewakuując się, Rosjanie za każdym razem stosowali taktykę taktykę spalonej ziemi. Zniszczyli m.in. Most łyżwowy we Włocławku, magazyny i remizę kolejową i tory (2 sierpnia) oraz most drogowy na rzece Zgłowiączce (21 września). Poważnym uszkodzeń uległ pochodząca z 1908 roku wieża ciśnień i sam budynek dworca. Podpalono koszary przy ul. Żytniej. Rosjanie spalili też cysterny naftowe fabryki Nobla. Łuna tego pożaru była widoczna aż w Dobrzyniu nad Wisłą. W wyniku działań wojennych uległa też spaleniu Fabryka Kalki i Taśm do Maszyn do Pisania "Karbon". Oprócz tego wypuszczono na wolność więźniów politycznych, którzy jednak zostali spacyfikowani 2 sierpnia przez Milicję Obywatelską. Przed ucieczką Rosjanie zrabowali kasę miejską.
Z powodu odejścia rosyjskich żołnierzy, którzy stanowili większość parafian miejscowej parafii prawosławnej, duża cerkiew św. Mikołaja na dzisiejszym placu Wolności przestała funkcjonować. Ponieważ Rosjanie nie wrócili już do miasta, cerkiew przestała być używana i z czasem podupadła. Jej zniszczenie wraz z akcjami sabotażowymi mieszkańców miasta przyczyniło się do jej rozebrania w 1926 roku. Tradycje tej cerkwi kontynuuje jednak do dziś cerkiew istniejąca na cmentarzu komunalnym.
5 sierpnia Włocławek został zajęty przez Niemcy. Pierwszy oddział niemiecki przybył do Włocławka ok. godziny 16. Wjechał on na stację pociągiem pancernym. W pociągu tym miał swoją siedzibę komendant niemieckich wojsk. Na noc pociąg odjeżdżał do Torunia. Kolejne oddziały przybyły do Włocławka drogą rzeczną.
23 sierpnia miasto bez walk zostało ponownie zajęte przez Rosjan. Przypłynęli oni do Włocławka drogą rzeczną, a komendantem miasta został pułkownik hrabia Keller. Rosjanie pozostali we Włocławku do 21 września, kiedy to miasto znów przejęła armia cesarstwa. W tym czasie Rosjanie w dalszym ciągu przeprowadzali mobilizację do wojska. Część mieszkańców, która nie chciała służyć w armii zaborcy, zainspirowana odezwą Józefa Piłsudskiego z 12 sierpnia, postanowiła przedostać się na tereny pod panowaniem Austro-Węgier, by wstąpić do Armii C.K. monarchii. Włocławianie, którzy przedostali się do garnizonu Jarosław wcielili się do 90 Pułku Piechoty. Tradycje tego pułku były później kontynuowane przez 14 Pułk Piechoty Ziemi Kujawskiej, który w październiku 1918 roku wypowiedział posłuszeństwo Austro-Węgrom. Od 1921 roku pułk ten stacjonował we Włocławku, pozostając tu aż do wybuchu II wojny światowej.

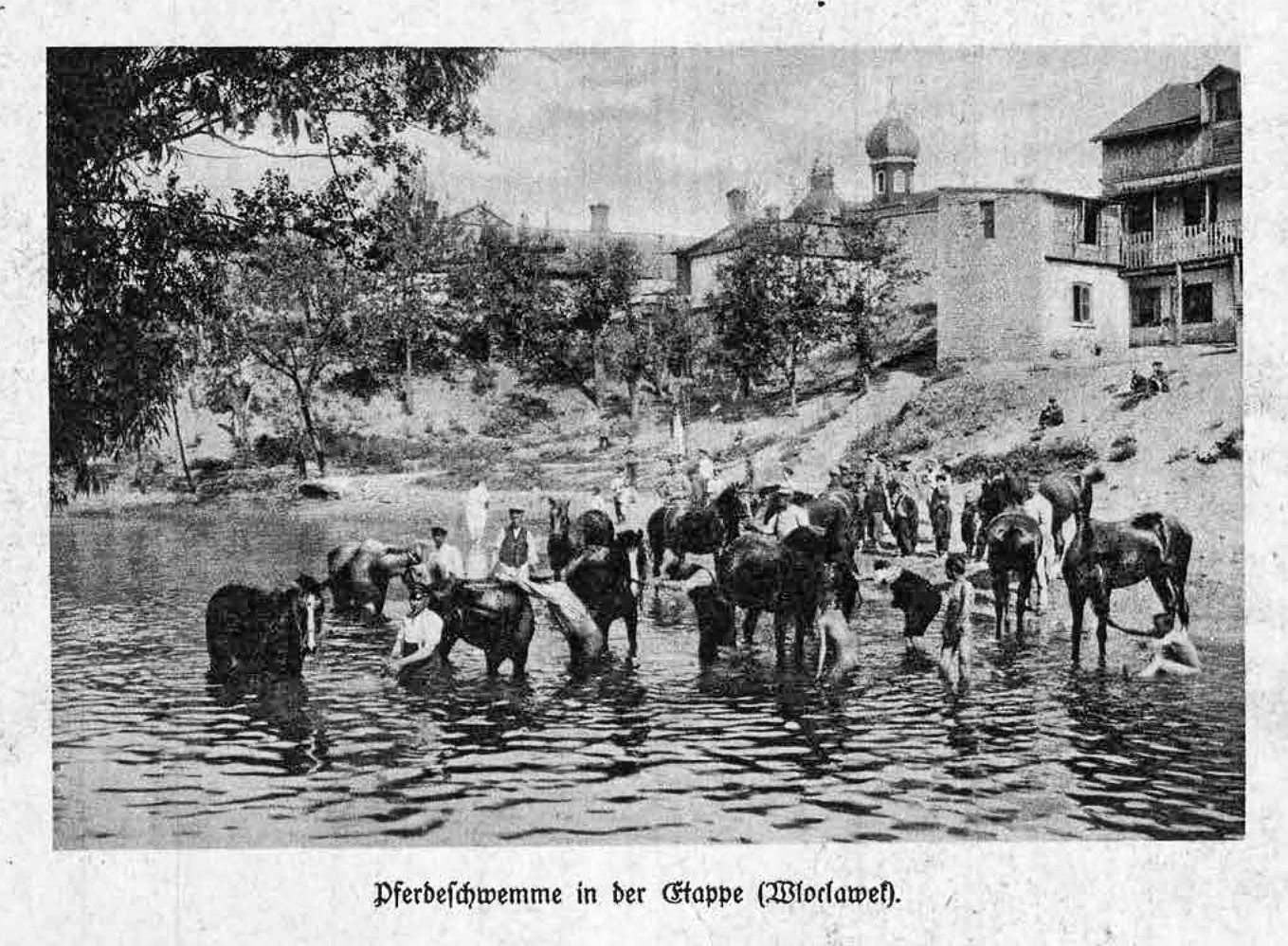
Wodopój konny we Włocławku dla żołnierzy niemieckich

Po przejęciu władzy w mieście przez Niemcy już 21 września zlikwidowano Komitet Obywatelski. W jego miejsce powstał 6 października Cesarsko-Niemiecki Zarząd Cywilny pod kierownictwem doktora Burescha z Inowrocławia. Dr Buresch powołał do pomocy przy pracach Zarządu Magistrat i Radę Miejską. On sam zaś podlegał władzy gubernatora wojennego, stacjonującego we Włocławku. W tym czasie na miasto nałożono kontrybucję w wysokości 40 tysięcy marek.
Niemcy rozwiesili też plakaty ostrzegające, że każdy rosyjski rezerwista zostanie rozstrzelany. Mieszkańcom Włocławka rozkazano złożyć broń w oznaczonym punkcie. Prawo do zachowania broni przysługiwało jedynie członkom Komitetu Obywatelskiego wraz z Milicją i Strażą Pożarną. Dla zabezpieczenia spokoju wśród ludności powzięto też trzech zakładników. Byli to ks. Feliks Mikulski, Józef Lewiński oraz Franciszek Kryt. Byli oni przetrzymywani w hotelu "Pod Trzema Koronami", który mieścił się w nieistniejącej już dziś kamienicy na Starym Rynku.
Oprócz tego doszło wtedy do pierwszych grabieży niemieckich – zarekwirowano samochody i przydatne części z fabryk.
Między 5 a 7 listopada Niemcy przygotowywali się do ewakuacji z miasta. Z miasta wyjechał m.in. doktor Buersch. Po raz drugi spalono dopiero co odbudowany most drogowy na rzece Zgłowiączce. 8 listopada do miasta powrócili Rosjanie. Komendantem miasta został rotmistrz Druri, a naczelnikiem garnizonu – major Gawriłow.

### Bitwa pod Włocławkiem, 11-13 listopada 1914

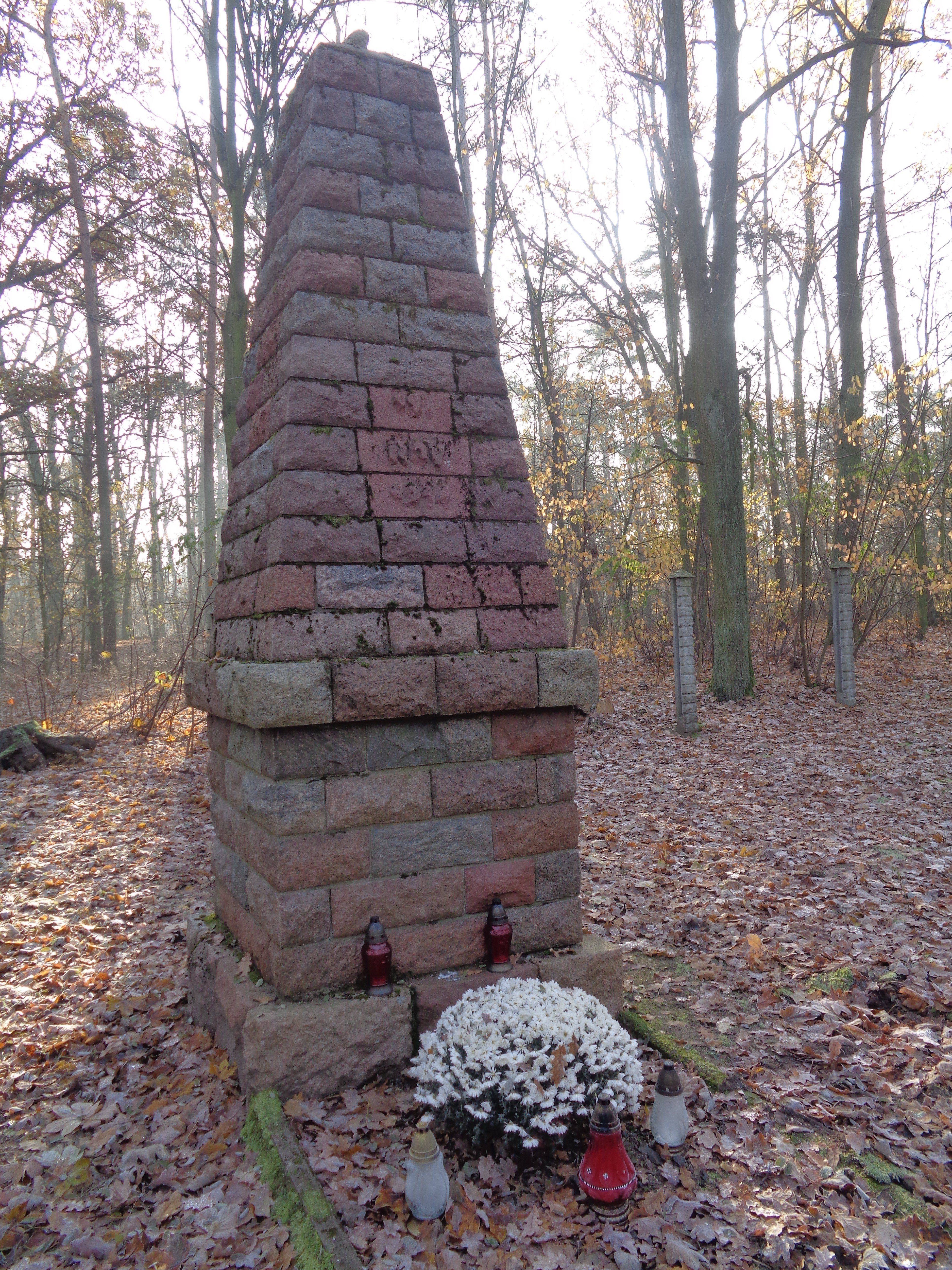
Cmentarz wojenny pod Włocławkiem jest umiejscowiony w miejscu, gdzie miały miejsce walki

W dniach od 11 do 13 listopada na terenie miasta stoczono dużą bitwę pomiędzy armią niemiecką a rosyjską. Rozpoczęcie bitwy poprzedzał duży ostrzał artyleryjski, powodujący duże zniszczenia.
W okolicy Brzezia (wówczas odrębnej wsi, dziś wchodzącej w skład miasta) doszło do krwawego starcia na bagnety. W samym mieście poległ jeden z dowódców rosyjskich. Został zastrzelony, gdy przejeżdżał konno przez przeprawę przez rzekę Zgłowiączkę. Podczas bitwy doszło też do pojedynku na szablę rosyjskiego oficera z żołnierzem rosyjskim. Oficer został otoczony przez Niemców, gdy ukrywał się na terenie prywatnych zabudowań gospodarczych na terenie dzisiejszego Zazamcza. Oficer ten wygrał pojedynek, ale mimo to został zastrzelony przez żołnierzy niemieckich.
Pomoc rannym po obu stronach niosła grupa sanitariuszy z Włocławka. Rannym i ofiarom pożarów pomagali włocławscy strażacy i milicjanci. Gdy nie udawało się pomóc żywym, to pomagali przy chowaniu zmarłych.
W wyniku bitwy Rosjanie ponieśli wysokie straty i zostali zmuszeni do wycofania się w kierunku Kutna i Łodzi. 12 listopada o godz. 22 Niemcy wkroczyli do miasta, a następnego dnia zajęli je całkowicie. Rozpoczęło to okres równo 4-letniej niemieckiej okupacji miasta.
Niemcy wykorzystywali zwycięstwo w bitwie na potrzeby propagandy wojennej. Znana w niemieckiej historiografii jako Schlacht bei Wloclawek, była upamiętniana m.in. na okolicznościowych pocztówkach.

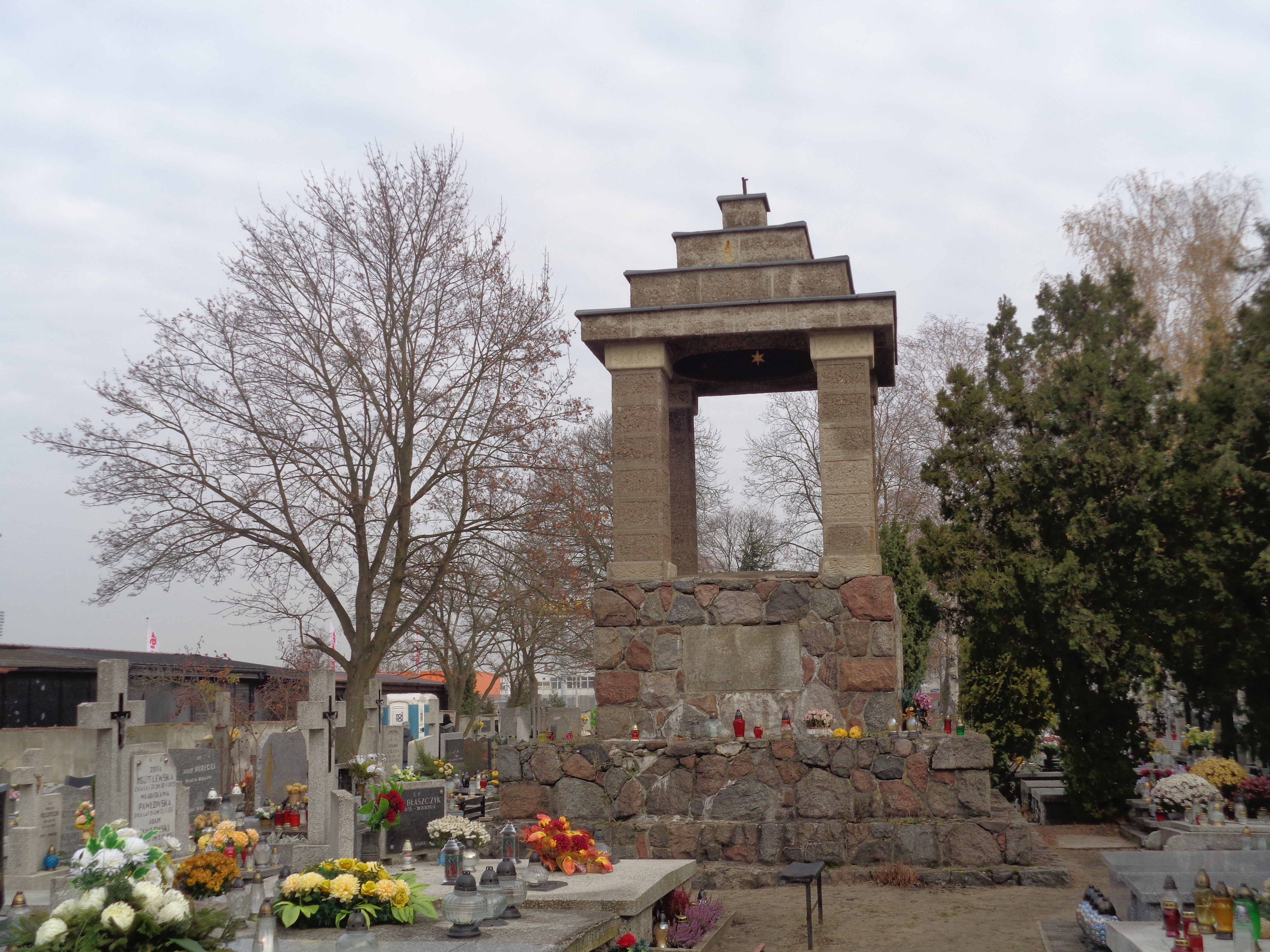
Mauzoleum Żołnierzy Niemieckich na cmentarzu komunalnym we Włocławku

Ku pamięci poległych żołnierzy niemieckich, spośród których niektórzy zostali pochowany w specjalnie wytyczonej kwaterze cmentarza komunalnego, wystawiono okazałe mauzoleum na terenie tej kwatery. Jego uroczyste odsłonięcie miało miejsce w 1915 roku. Mauzoleum te istnieje do dziś, jednak tablice są zatarte i częściowo zniszczone, brakuje też posągu rycerza stojącego wewnątrz mauzoleum i wieńczącej je rzeźby orła.
Pozostałością po bitwie były też liczne cmentarze wojenne, m.in. powstały 12 listopada cmentarz przy ul. Wienieckiej i Cmentarz wojenny pod Włocławkiem, gdzie na obelisku wyryto datę: 19 Nov 1914. Zbudowano też fontannę upamiętniającą poległych żołnierzy, która jednak nie dotrwała do dzisiejszych czasów.
Wydawca dzienników we Włocławku, Franciszek Maciej Dobrzelecki (1887-1946) opublikował na łamach Kalendarza Kujawskiego na rok 1917 wiersz Bitwa pod Włocławkiem, upamiętniający wydarzenia z 1914 roku. Sam, mieszkając na Zazamczu, był naocznym świadkiem tej bitwy.

## Niemiecka okupacja miasta

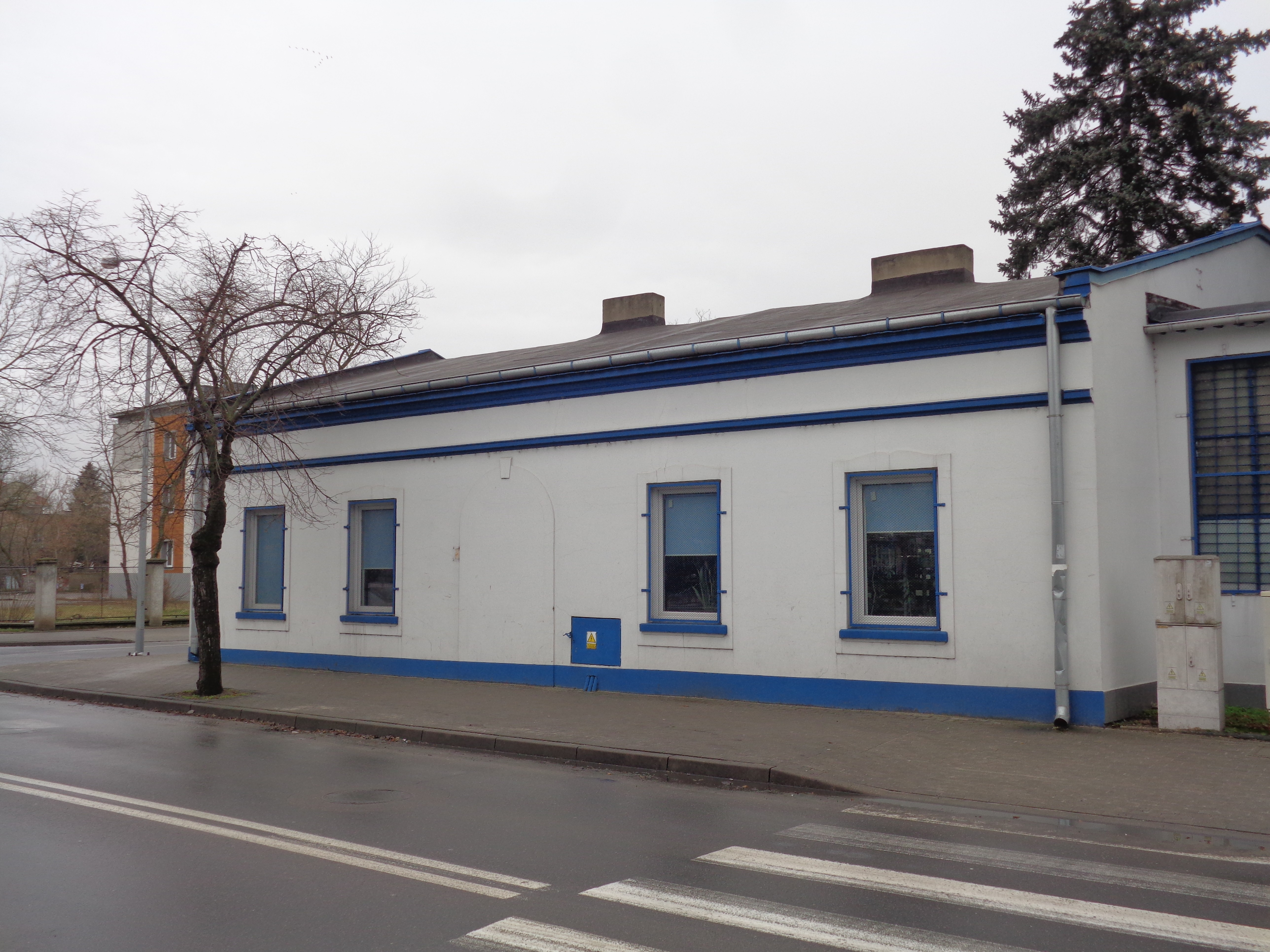
Powstanie fabryki WIKA wiąże się z polityką niemieckiego okupanta podczas I wojny światowej. Na zdjęciu dom Ignacego Ciechurskiego, w którym założył swoją fabrykę.

Okres niemieckiej okupacji miasta był ciężkim okresem w historii Włocławka. Część artykułów pierwszej potrzeby podlegała reglamentacji, brakowało też żywności czy materiału na opał. Następstwem reglamentacji towarów było nasilające się zjawisko spekulacji rynkowej. Mieszkańców przymusowo wysyłano na roboty w różne części kraju. Oprócz tego, niemieccy urzędnicy pobierali niepomiernie wysokie pensje z kasy miasta. Jednocześnie nakładali na mieszkańców wysokie podatki. 5 listopada 1915 roku mieszkańcy wysłali w tej sprawie pismo do nadburmistrza Ludwika Bauera. Przepisy okupanta regulowały m.in. sposób, w jaki można pisać listy do krewnych, którzy wyemigrowali do Stanów Zjednoczonych z prośbą o wsparcie finansowe. Wprowadzono cenzurę. Tuż po zajęciu miasta, Niemcy ponownie wzięli zakładników i rozkazali mieszkańców wydać ukrywających się Rosjan. Wprowadzono godzinę policyjną (21:00). Od 16 października 1916 roku by przekroczyć granicę miasta należało mieć odpowiedni paszport i przepustkę.
Większość z fabryk włocławskich przestała pracować lub znacząco ograniczyła produkcję. Wyjątek stanowiły te fabryki, które były przydatne Niemcom ze względu na gospodarkę wojenną, jak np. Fabryka Celulozy lub te, których zarządcy mogli liczyć na życzliwość okupanta ze względów prywatnych.
Brak pracy spowodowany zamknięciem fabryki manometrów Neumana stał się impulsem dla pracującego tam inżyniera Ignacego Ciechurskiego do otworzenia własnej fabryki. Założona wtedy Fabryka Manometrów i Termometrów I. Ciechurskiego istnieje do dziś pod nazwą Wika Polska.
Pierwszym komendantem miasta po jego zajęciu został 14 listopada Ribbentrop. Jego siedziba miała miejsce we wspomnianym już Hotelu "Pod Trzema Koronami" na Starym Rynku. Pieczę nad władzami cywilnymi sprawował gubernator wojenny. W latach 1914–1918 był to gen. baron Lützow, a potem gen. baron von Stolzenheim.
W listopadzie 1914 roku funkcję nadburmistrza przejął zasłużony włocławianin Ludwik Bauer. Ponieważ był ewangelikiem i mówił w j. niemieckim, było mu łatwiej porozumieć się z niemieckimi zarządcami miasta. Funkcję tę pełnił do lipca 1915 roku. Następnie od lipca 1915 do lutego 1917 roku pełnił funkcję przewodniczącego rady miasta. W tym czasie nadburmistrzem miasta był Anro Rauschen, ostatecznie odwołany ze swojego stanowiska. Następnie od lutego do listopada 1918 roku Ludwik Bauer pełnił funkcję burmistrza miasta. Jego następcą był Stanisław Boryssowicz, dotąd zastępca L. Bauera.
Po odejściu Ludwika Bauera z rady miasta, jej nowy skład uhonorował go w dn. 26 marca 1917 roku honorowym obywatelem miasta. Ludwik Bauer był pierwszą osobą w historii miasta, jakiej nadano ten tytułu. Nowym przewodniczącym rady miejskiej został Kazimierz Ostrowski, który został później wywieziony przez Niemców do obozu jenieckiego w Havelbergu.
25 czerwca 1915 roku niemiecki zarząd miasta wydał rozporządzenie nakazujące zdjęcie rosyjskich szyldów. Jednocześnie to samo rozporządzenie dopuszcza do przestrzeni publicznej, obok języka niemieckiego, język polski.
W styczniu 1916 roku pogarszające się warunki materialne doprowadziły w mieście do wybuchu epidemii tyfusu plamistego. Zawieszono pracę szkół, rozdano też ulotki instruujące jak należy się zachować w starciu z chorobą. Stworzono miejsce kwarantanny we Włocławku oraz okolicznych miejscowościach.

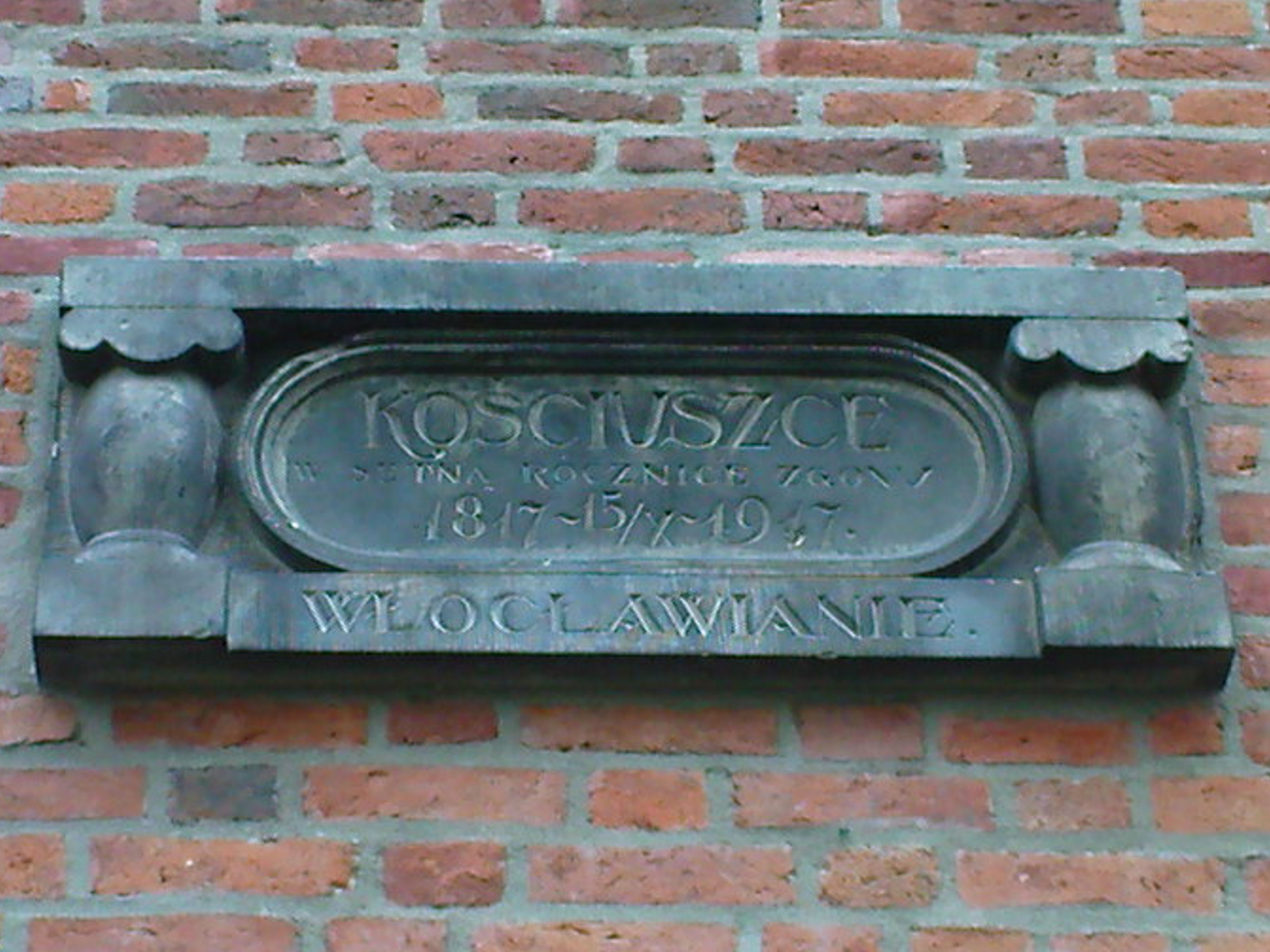
Tablica odsłonięta w 1917 roku w 100. rocznicę śmierci Tadeusza Kościuszki na ścianie Kościoła Św. Jana Chrzciciela

Zła sytuacja materialna sprzyjała też rozwoju przestępczości. Miasto stało się areną rozbojów i morderstw. W listopadzie 1916 roku wystąpił przeciw nim m.in. biskup Włocławka Stanisław Zdzitowiecki.
Z czasem niemiecka polityka wobec Polski uległa złagodzeniu. W 1916 roku zezwolono mieszkańcom Włocławka na huczne obchody 125. rocznicy Święta 3 Maja. Po śmierci Henryka Sienkiewicza 15 listopada 1916 roku, który był zaangażowany m.in. w pomoc żołnierzom na froncie, jego imieniem nazwano park miejski. 15 października 1917 roku urządzono też huczne obchody 100. rocznicy śmierci Tadeusza Kościuszki. Podczas tych obchodów na ścianie kościoła św. Jana Chrzciciela zawieszano tablicę upamiętniającą tę rocznicę. Doszło też wtedy do skandalu, kiedy członkowie Polskiej Partii Socjalistycznej oraz Polskiej Organizacji Wojskowej podnieśli antysemickie hasła. Kilku z nich aresztowano.
5 listopada 1916 roku ogłoszono akt, w którym Niemcy zapowiadali utworzenie niepodległego państwa polskiego. We Włocławku ogłosił go osobiście gubernator Lützow, podczas spotkania z mieszkańcami przy ul. Żabiej 8. Akt nie spotkał się z dużym odzewem ze strony Włocławian. Współpracujący z niemieckim gubernatorem Centralny Komitet Narodowy zorganizował wówczas wiec.
W grudniu 1916 roku ze względu na braki żołnierzy na froncie, Niemcy rozpoczęli werbunek do wojska. Akcja werbunkowa we Włocławku nie przyniosła jednak spodziewanych rezultatów.
Ze względu na braki materiałów potrzebnych na frontach wojennych, Niemcy z biegiem czasu dopuszczali się coraz uciążliwszej grabieży. 12 lutego 1918 roku doszło do starcia mieszkańców z wojskiem i policji, kiedy grupa wojskowych chciała zabrać z katedry największy z dzwonów – "Hieronim", pochodzący z początków XVII wieku. Kiedy Niemcy wspięli się w celu zdjęcia dzwonu, wokół Katedry zebrał się tłum ludzi. Niemcy zostali zmuszeni do zejścia z wieży. Tłum został rozpędzony przez policję i wojsko. Podczas pacyfikacji tłumu doszło do aresztowań, a mieszkaniec miasta Teodor Falitowski został ciężko ranny. Później został skazany na 5 lat pozbawienia wolności, jednak uwolniono go wraz z odejściem Niemców z miasta. Grabieży dzwonu "Hieronim" nie udało się zapobiec. Zabrano również mniejszy, ale starszy, bo XIV-wieczny dzwon "Benedykt", a także cynowe piszczałki oraz miedziane blachy na dachu katedry ze złoconymi herbami biskupów.

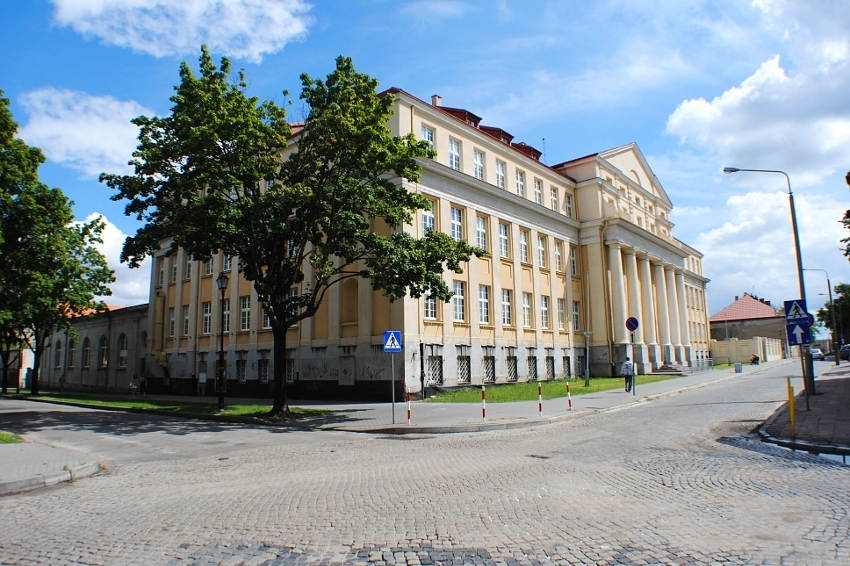
Jedną ze szkół powstałych w okresie niemieckiej okupacji miasta jest Zespół Szkół Katolickich im. ks. Jana Długosza. Budynek na zdjęciu pochodzi z okresu międzywojennego

15 lutego mieszkańcy zebrali się na dużej manifestacji, zwołanej na wieść niekorzystnego dla sprawy polskiej traktatu brzeskiego. Podczas tej demonstracji również doszło do starć z wojskiem niemieckim. Mieszkańcy, którzy zebrali się w akcie żałoby, obrzucili niemiecki patrol kamieniami. Zginął wówczas jeden z uczestników demonstracji – Szczepan Matuszewski, a Antoni Trzeciak został ranny. W ramach represji aresztowano też kilkadziesiąt osób i osadzono w nieistniejącym więzieniu przy dzisiejszej ul. Wojska Polskiego.
Niemcy pochowali Stanisława Matuszewskiego nocą, w ukryciu. Mieszkańcy wyprawili mu uroczysty pogrzeb dopiero 15 grudnia tego samego roku.
Z początkiem października 1918 roku do miasta dotarła I fala zachorowań na grypę "Hiszpankę".
Podczas 4 lat okupacji obywatele Włocławka organizowali się w niepodległościowej działalności konspiracyjnej z Polską Organizacją Wojskową na czele. W działalność konspiracyjną zaangażowały się też Włocławskie Towarzystwo Wioślarskie, Związek Strzelecki i harcerze. Ci ostatni prowadzili m.in. szkolenia nad Jeziorem Wikaryjskim. Zarówno "Strzelcy" jak i harcerze włączali się do P.O.W. oraz Legionów Polskim.
Pierwszy oddział Legionów we Włocławku sformowano już we wrześniu 1914 roku. 19 osób uformowało wtedy 4. Batalion, z którego powstał później 5. Pułk Legionów. Z czasem liczba legionistów z Włocławka i okolic wzrosła do ok. 120 osób.
Wzmożenie się aktywności P.O.W. we Włocławku datuje się na 1916 rok, kiedy to utworzono Okręg I A. Komenda włocławska P.O.W. miała siedzibę przy ul. Kilińskiego 12, a komenda obwodu przy ul. Kościuszki 4. Do jej szeregów należało ok. 400 osób. Niektórzy byli aresztowani przez Niemców i wywożeni do obozów jenieckich.
W okresie niemieckiej okupacji w mieście powstały dwie szkoły średnie, tj. dzisiejsze Zespół Szkół Katolickich im. ks. Jana Długosza i III Liceum Ogólnokształcące im. Marii Konopnickiej. Powstało gimnazjum Janiny Steinbokówny. W 1916 roku wybudowano nowy kanał w okolicy rzeźni miejskiej przy ul. Toruńskiej. Przywrócono też język polski w urzędach.

## Odzyskanie władzy przez Polaków, listopad 1918 roku
Po wybuchu rewolucji w Niemczech dochodziło do licznych buntów żołnierzy. Do takiego buntu doszło też 9 listopada we Włocławku. Zbuntowało się wówczas ok. 600 żołnierzy. Gubernator wojenny miasta generał von Stolzenheim nie był w stanie zdławić buntu i zdecydował się na negocjacje z polskimi władzami tymczasowymi.
Już wcześnie (na początku miesiąca, co najmniej przed 5 listopada) Rada Miejska uformowała Straż Obywatelską, mającą na celu przejęcie miasta i zarządzanie nim w okresie przejściowym. Jej siedziba miała miejsce przy ul. 3 Maja 15, a jej komendantem był Julian Lisiewicz. Straż Obywatelska została rozwiązana po spełnieniu przez nią jej misji w tym samym roku. Jej członkami byli: Edward Betman, Leon Bojakowski, Marian Brzeziński, Bolesław Bulikowski, Józef Chudziński, Adam Chybiński, Czesław Daszkowski, Ignacy Dobrzalski, Michał Dyszelski, Stanisław Gajdziński, Władysław Gawłowski, Józef Grabowski, Tomasz Gryfkowski, Stanisław Jackowski, Władysław Jackowski, Stanisław Jagodziński, Leon Jakubowski, Walerian Kozłowski, Aleksander Kręcicki, Jan Kwiatkowski, Antoni Maciejczak, Władysław Makowski, Stanisław Masłowski, Józef Maszyński, Piotr Musiałkiewicz, Aleksander Nawrocki, Józef Olejniczak, Stanisław Paszczyński, Kazimierz Pietrzak, Michał Piotrowski, Adam Politowicz, A. Postolski, Piotr Raniszewski, Czesław Rogiewicz, Józef Rutkowski, Aleksander Rydel, Wacław Sadowski, Stanisław Słabęcki, Jan Sławiński, Rafał Spryszyński, Antoni Szczyrzyński, Jan Walczak, Maksymilian Wierzbicki, Władysław Zanięcki, Jan Zwoliński i Stefan Żebrowski.
11 listopada 1918 roku, w dniu podpisaniu rozejmu w Compiègne kończącego I wojnę światową, niemieckie władze miasta przekazały część obowiązków Komitetowi Miejskiemu. Stało się to dzięki negocjacjom, jakie prowadziła strona polska z Radą Żołnierską złożonej ze zbuntowanych żołnierzy niemieckich. Na ich mocy prezydent Boryssowicz pozyskał też broń, którą rozdano Legionistom, Straży Obywatelskiej i P.O.W. Część kluczowych budynków była jednak wciąż okupowana przez Niemców.
W dniach 11 i 12 listopada formujące się polskie wojsko we Włocławku (około 115 ochotników i wspierająca je młodzież szkolna), złożone głównie z członków Polskiej Organizacji Wojskowej przy wsparciu harcerzy i Straży Obywatelskiej przejęło siłą pozostałe w rękach okupanta pozycje. Przejęcie udało się dzięki wykorzystanemu przez Polaków elementowi zaskoczenia.
Najcięższa z potyczek miała miejsce na bulwarach. Niemcy zacięcie bronili stacjonujących w porcie barek ze sprzętem wojskowych. W wyniku wymiany ognia poległo 2 legionistów. Ostatecznie Niemcy opuścili miasto w nocy z 12 na 13 listopada 1918 roku.